# Thomas Danielsson
Bengt Thomas Danielsson, född 4 december 1964 i Kungsbacka, är en svensk racerförare. Danielsson tävlade mellan 1984 och 1987 i olika Formel 3-mästerskap, och lyckades bland annat bli svensk F3-mästare 1985. 1988 och 1989 tävlade han i Formel 3000, steget under Formel 1. Prestationerna räckte inte till att komma in i F1, utan han flyttade till Japan där han tävlade fram till 1995, då den professionella karriären tog slut.